# Gorytes
Gorytes ist eine Gattung der Grabwespen (Spheciformes) aus der Familie Crabronidae. Es sind 55 Arten bekannt, von denen 34 in der Paläarktis vorkommen. In Europa sind 17 Arten verbreitet, in Mitteleuropa sind es vermutlich 10.

## Merkmale
Wie auch bei der ähnlichen Gattung Argogorytes besitzen viele Arten der Gattung durch den gelb gebänderten Hinterleib das Aussehen von Solitären Faltenwespen (Eumeninae). Unterscheiden kann man die beiden Gruppen durch die Flügelfaltungsmethode, die bei den Grabwespen nicht in Längsrichtung erfolgt. Die Artbestimmung ist meistens schwierig.

## Lebensweise
Die Weibchen legen ihre Nester einzeln oder in Gemeinschaft an. Sie reichen etwa 12 Zentimeter tief in den Boden und beinhalten bis zu vier Zellen. Die Brut wird mit Imagines und Nymphen von Zikaden der Familien der Zwergzikaden (Cicadellidae), Fulgoridae, Blutzikaden (Cercropidae) und Buckelzirpen (Membracidae) versorgt. Je nach Größe werden vier bis 19 Zikaden pro Zelle eingebracht. Fliegt das Weibchen aus, wird der Nesteingang immer verschlossen. Die Beute wird im Flug transportiert und dabei vor allem mit dem mittleren Beinpaar festgehalten. Die Eiablage erfolgt auf der Unterseite des Thorax des letzten Beutetiers in Längsrichtung. Die Larve schlüpft nach etwa vier Tagen.
Die Grabwespen werden durch verschiedene Fleischfliegen (Sarcophagidae) und Nysson-Arten parasitiert.

## Arten (Europa)
- Gorytes africanus Mercet, 1905
- Gorytes albilabris (Lepeletier, 1832)
- Gorytes fallax Handlirsch, 1888
- Gorytes foveolatus Handlirsch, 1888
- Gorytes kohlii Handlirsch, 1888
- Gorytes laticinctus (Lepeletier, 1832)
- Gorytes neglectus Handlirsch, 1895
- Gorytes nigrifacies (Mocsary, 1879)
- Gorytes planifrons (Wesmael, 1852)
- Gorytes pleuripunctatus (A. Costa, 1859)
- Gorytes procrustes Handlirsch, 1888
- Gorytes quadrifasciatus (Fabricius, 1804)
- Gorytes quinquecinctus (Fabricius, 1793)
- Gorytes quinquefasciatus (Panzer, 1798)
- Gorytes schlettereri Handlirsch, 1893
- Gorytes schmiedeknechti Handlirsch, 1888
- Gorytes sulcifrons A. Costa, 1869

## Belege